# Knossos
Knossos (græsk Κνωσσός) var i bronzealderen den største by på den græske ø Kreta og centrum for den minoiske kultur.
Knossos blev opdaget i nyere tid af Sir Arthur Evans i 1894; men på grund af borgerkrigen på Kreta mod tyrkerne kunne Evans først gennemføre større udgravninger i 1900.
Knossos har været beboet siden stenalderen. Visse levn kan dateres så langt tilbage som 7000 f.Kr.; men sit højdepunkt nåede byen i perioden 1900 f.Kr. til 1600 f.Kr., hvor den havde mange momumentale religiøse og administrative bygninger og en omkringliggende beboelse på ca. 7000 mennesker.

## Paladsperioder
Ældre paladsperiode (1900 f.kr. – 1650 f.kr.)
Før den ældre paladsperiode var der talrige bebyggelser i området, men de ældste paladser bygget 1900 f.kr. er de første egentlige bycentre i Grækenland.
Nyere paladsperiode (1650 f.kr. – 1450 f.kr.)